# 吉澳
吉澳（英語：Kat O，舊譯）是香港新界北區東北部的一個島嶼，面積2.35平方公里，位於吉澳洲特別地區。目前約有不到50人居住，且多為長者。

## 歷史
根據香港考古學會資料，吉澳島曾發現三千年前青銅器時代（ 相當於中原地區的商代）和南宋陶瓷碎片。

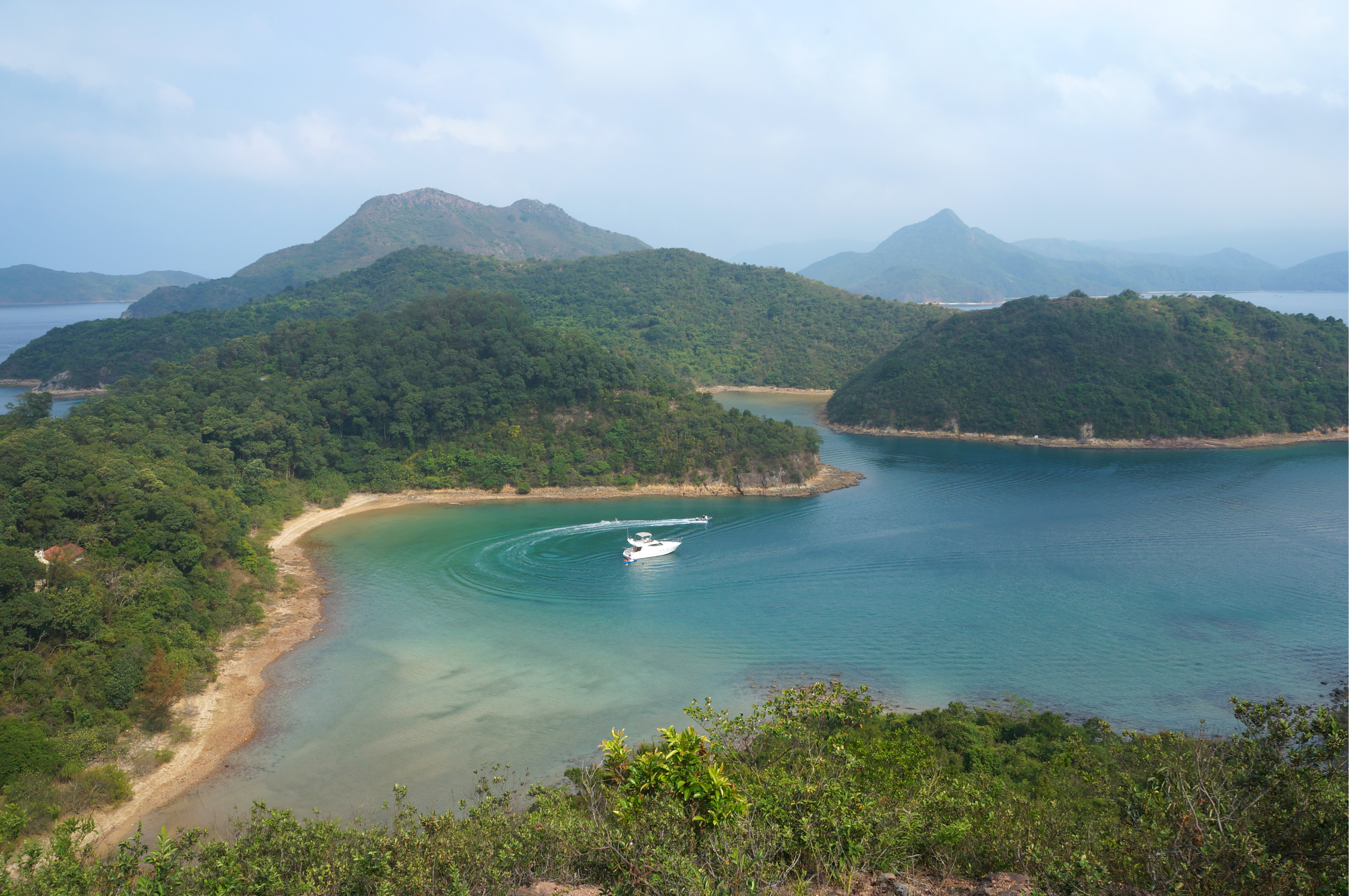
吉澳擁有彎彎曲曲的海岸，圖中為東南面白沙頭灣附近，遠景為王角頂和娥眉洲的紅花嶺

清初，為阻絕鄭成功抗清，朝廷厲行遷界。吉澳等沿海居民被逼遷入內陸，村落盡被廢棄。康熙二十二年（1683年），明鄭滅亡，清廷展界，客家、疍家漁民又重新遷入吉澳，「搭建房棲，捕魚營生」。據香港地方志高級編輯蔡兆浚考證，吉澳古名「吉凹」。吉澳天后宮內仍存刻有乾隆二十八年（1763年）字樣的銅鐘，估計鑄於建廟同年，銅鐘銘文稱吉澳為「吉凹」。至於「吉澳」一名，最早見於嘉慶二十四年（1819年）《新安縣志》，當時吉澳是官富司管屬的客籍村莊。1866年《新安縣全圖》第一次記載吉澳的實際島形，並標記為「小墟市」，同圖亦標出島上的白沙頭村。吉澳島形狹長曲折，有如反寫的「之」字。故英國人稱之為「曲島」（Crooked Island）。吉澳島奇特彎曲的形狀，在島西北部形成天然避風良港——吉澳灣，每當風高浪急，大鵬灣海域漁民大都避風於此，被漁民視為「吉祥之澳」，故名「吉澳」。另說昔日島上遍植桔樹，每逢冬季島上金桔遍布，遠望猶如一片黃金，故又名「桔澳」。嘉慶《新安縣志》所附的海防圖，就將吉澳記為「桔澳」。
1950至1960年代是吉澳島的全盛期，當時約有10000多人聚居，後來很多到港九市區或海外（ 例如英國，愛爾蘭 ）謀生，旅外的吉澳人於1983年在英國籌設旅歐吉澳同鄉會，並在蘇格蘭及愛爾蘭設有旅歐吉澳漁聯會。
在2006年，島上仍有約200戶人，但年青一代大多搬出市區。島上商業活動匱乏，目前只有一間益民火鍋海鮮酒家、零星數家士多，但沒有旅館。島上唯一一間學校吉澳公立學校亦已於2005年停辦，停辦前只餘下數名學生。
2018年9月17日，颱風「山竹」襲港，約有50人口的小島吉澳，災後停水停電，四處頹垣敗瓦和塌樹。由於島民主要為長者，家園被毀卻無力自救，而且大量垃圾堆積，並開始發臭。無法以網絡通訊，政府只派了19桶水救援。有義工眼見島民受困，連日來呼籲市民到島上幫助居民清理垃圾及障礙。
2021年9月23日，漁農自然護理署聯同吉澳村民合作推出吉澳文化徑，慶祝香港聯合國教科文組織世界地質公園成立十週年的活動，旨在進一步推廣吉澳的歷史、文化與非物質文化遺產，並為遊客帶來有深度的旅遊體驗。

## 地理

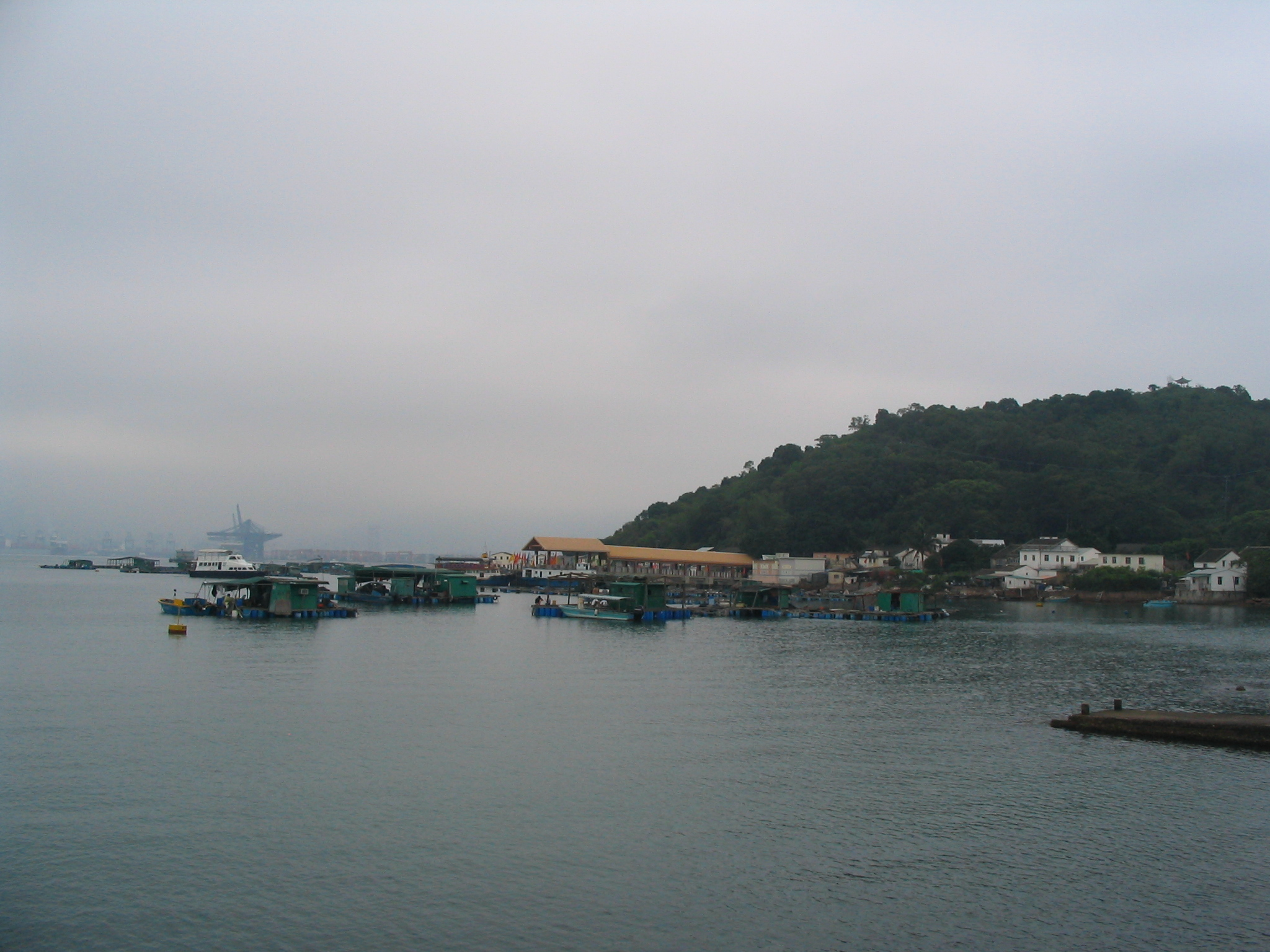
吉澳北面的村落

吉澳位於大鵬灣西南水域，沙頭角以東，船灣淡水湖以北的位置附近，地區行政上屬於北區沙打分區。
吉澳以及其西面的鴨洲，是香港生態旅遊勝地，可遠眺深圳鹽田区鹽田港貨櫃碼頭，也因為貨櫃碼頭的建成，使吉澳成為香港最接近中國大陸的離島，兩岸之間相距不足1公里。島形呈「之」字型，形成天然避風港，多為漁民居住。
吉澳設有吉澳地質教育中心，中心展示不同時期的化石仿製品，岩石樣本沒有玻璃箱或圍欄阻隔，可親手體驗岩石的觸感。由吉澳村民捐贈的天后花轎和服飾，也非常珍貴。
吉澳遊樂場內的細葉榕，已被納入香港康樂及文化事務署的古樹名木冊之內。

## 氣候
| 吉澳 (1993-2025)    | 吉澳 (1993-2025) | 吉澳 (1993-2025) | 吉澳 (1993-2025) | 吉澳 (1993-2025) | 吉澳 (1993-2025) | 吉澳 (1993-2025) | 吉澳 (1993-2025) | 吉澳 (1993-2025) | 吉澳 (1993-2025) | 吉澳 (1993-2025) | 吉澳 (1993-2025) | 吉澳 (1993-2025) | 吉澳 (1993-2025) |
| 月份                | 1月              | 2月              | 3月              | 4月              | 5月              | 6月              | 7月              | 8月              | 9月              | 10月             | 11月             | 12月             | 全年             |
| ------------------- | ---------------- | ---------------- | ---------------- | ---------------- | ---------------- | ---------------- | ---------------- | ---------------- | ---------------- | ---------------- | ---------------- | ---------------- | ---------------- |
| 历史最高温 °C（°F） | 26.5 (79.7)      | 28.2 (82.8)      | 32.3 (90.1)      | 33.0 (91.4)      | 36.5 (97.7)      | 36.4 (97.5)      | 37.9 (100.2)     | 36.5 (97.7)      | 35.9 (96.6)      | 34.2 (93.6)      | 30.8 (87.4)      | 27.6 (81.7)      | 37.9 (100.2)     |
| 平均高温 °C（°F）   | 18.4 (65.1)      | 18.8 (65.8)      | 21.3 (70.3)      | 24.9 (76.8)      | 28.3 (82.9)      | 30.3 (86.5)      | 31.7 (89.1)      | 31.0 (87.8)      | 30.6 (87.1)      | 27.7 (81.9)      | 24.1 (75.4)      | 19.1 (66.4)      | 25.5 (77.9)      |
| 日均气温 °C（°F）   | 15.7 (60.3)      | 16.2 (61.2)      | 18.6 (65.5)      | 22.2 (72.0)      | 25.6 (78.1)      | 27.8 (82.0)      | 28.5 (83.3)      | 28.2 (82.8)      | 27.7 (81.9)      | 25.3 (77.5)      | 21.7 (71.1)      | 16.9 (62.4)      | 22.7 (72.9)      |
| 平均低温 °C（°F）   | 13.5 (56.3)      | 14.2 (57.6)      | 16.5 (61.7)      | 20.3 (68.5)      | 23.6 (74.5)      | 25.8 (78.4)      | 26.3 (79.3)      | 26.1 (79.0)      | 25.8 (78.4)      | 23.4 (74.1)      | 19.7 (67.5)      | 14.6 (58.3)      | 20.7 (69.3)      |
| 历史最低温 °C（°F） | 3.0 (37.4)       | 4.3 (39.7)       | 7.3 (45.1)       | 10.0 (50.0)      | 15.5 (59.9)      | 20.1 (68.2)      | 21.4 (70.5)      | 21.8 (71.2)      | 18.4 (65.1)      | 15.4 (59.7)      | 8.1 (46.6)       | 4.5 (40.1)       | 3.0 (37.4)       |
| 来源：香港天文台    |                  |                  |                  |                  |                  |                  |                  |                  |                  |                  |                  |                  |                  |

## 習俗

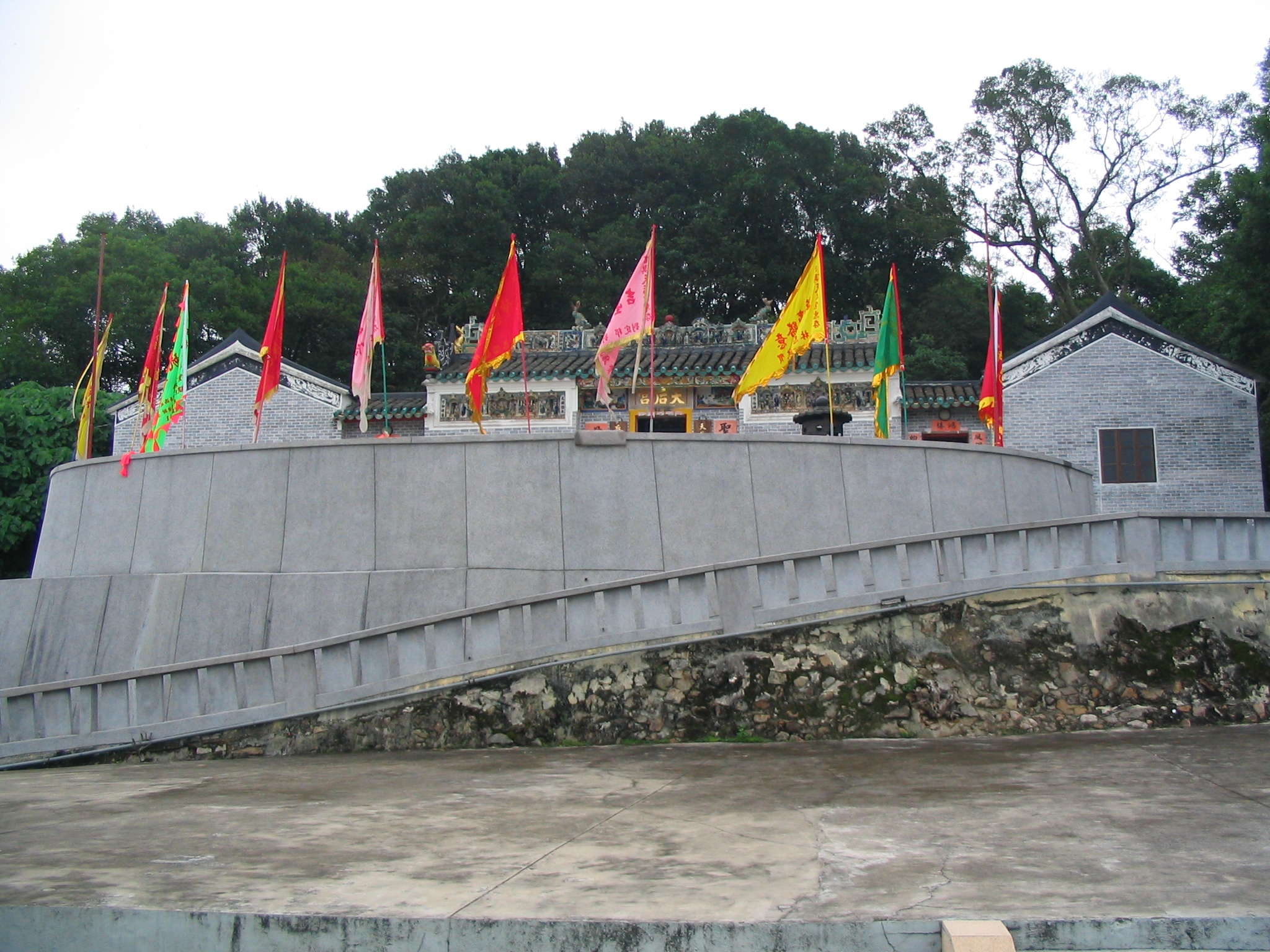
吉澳天后宮

### 2006年太平清醮
2006年10月25日吉澳一連六天舉辦第24屆太平清醮（即踏入230年）時，居民集資高達700萬港元，除了傳統儀式外，還加插龍舟、卡拉OK、魔術表演、懷舊金曲、雜技獻技，並首次在島上燃放3000枚煙花。10月26日日逾7,000人登上這個人煙罕至的小島，由早晨8時起，船隻從沙頭角碼頭接載賓客到島上。最先抵達是一批批海外及市區原居民，緊接是時任民政事務局常任秘書長林鄭月娥、行政會議成員鄭耀棠及鄉議局主席劉皇發等高官鄉紳。主辦單位在碼頭打鑼打鼓，舞獅迎接，氣氛熱鬧。面積只有兩平方公里的小島，花了700萬元「裝身」。重頭戲「正誕大巡遊」在中午12時半開始，巡遊隊伍除了原居民組成的「陸上龍舟」，以及曾在內地獲獎的沙頭角沙欄村「漁燈舞」之外，更特別的是由海外吉澳僑胞舞龍隊及來自英國肯特郡的舞蹈學校「 Dance Alley」的聯合表演。島上約十間士多連日來忙得不可開交，十元八塊的地道小食缽仔糕、雞屎藤、糯米糍大受歡迎，一盆盆熱騰騰的小食甫搬上店面，瞬即被搶購一空。
本島十年一次太平清醮（大），五年一次太平清醮（小）。

## 公共交通

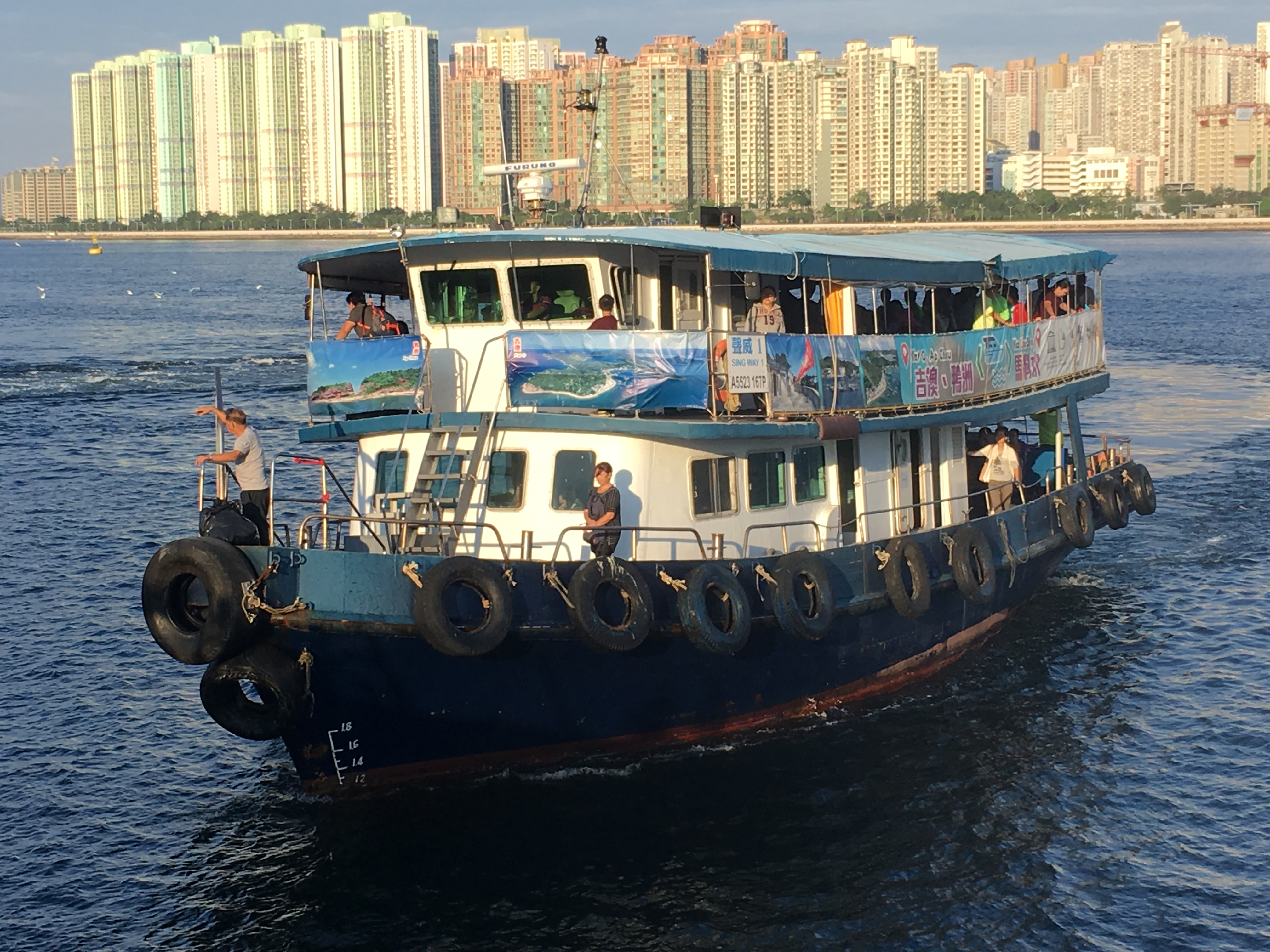
馬料水至吉澳、鴨洲航線的船隻，成為市民去吉澳遊玩的交通工具

該島位處香港及深圳邊界，雖然不屬禁區範圍，但平日來往該島的公交船隻需要經香港禁區沙頭角碼頭登岸，未持有禁區紙的人士不可使用。
吉澳對外交通完全依靠街渡渡輪。
- 街渡：沙頭角至吉澳（經鴨洲），每日每方向固定4班。
  - 注：吉澳只有常規街渡服務來往沙頭角，而沙頭角屬於香港禁區範圍之內，進入沙頭角碼頭使用此航線必須向警方申請邊境禁區通行證（俗稱禁區紙）。
  - 最新街渡時間表可參見運輸署網頁 （页面存档备份，存于）：
- 街渡：馬料水至吉澳、鴨洲，由聲威實業營運，只在星期六、日及公眾假期提供服務，服務當日每方向固定1班從馬料水三號梯台開往該島。

## 島上景點

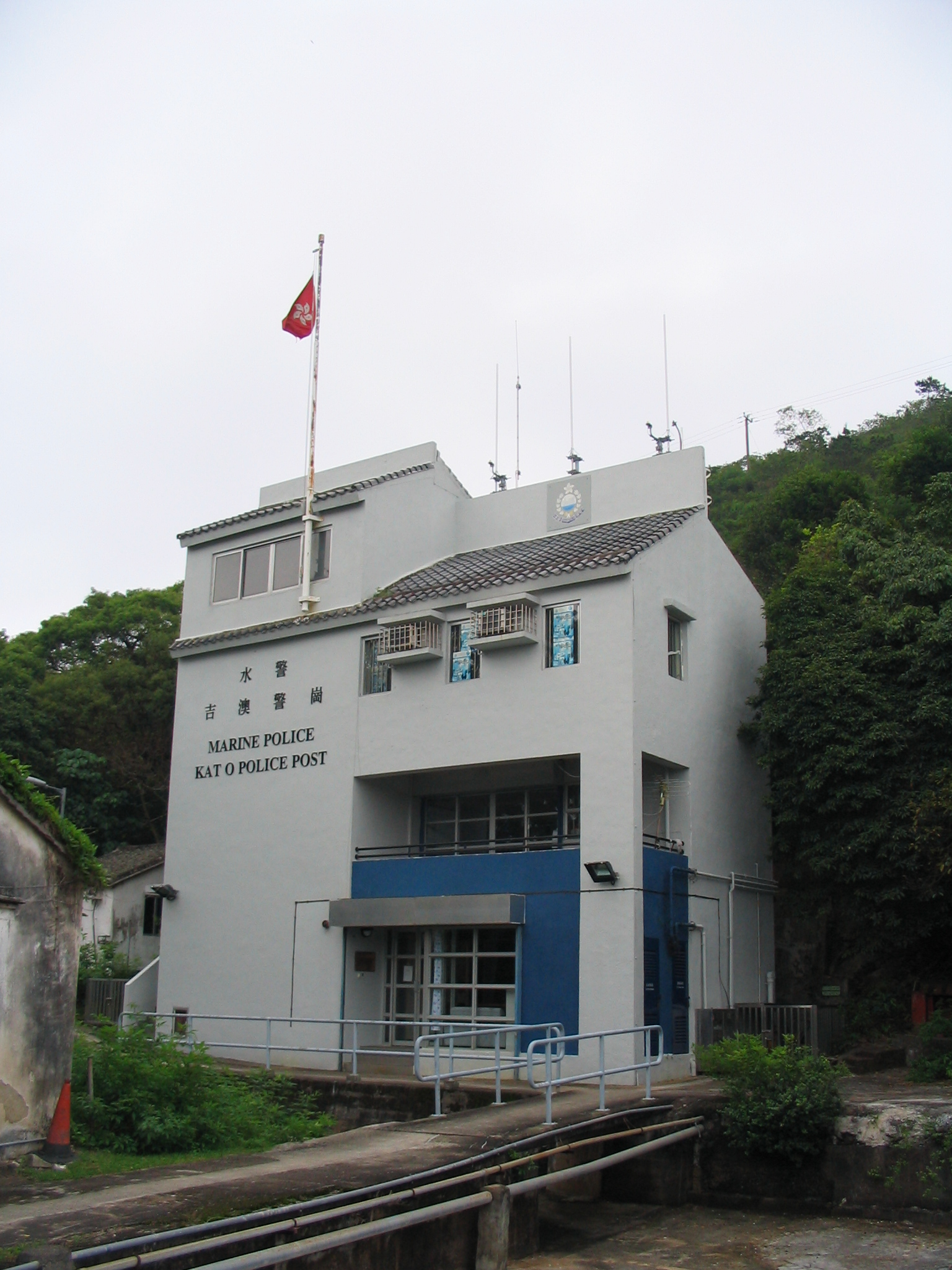
吉澳警崗

- 吉澳大街
- 吉澳天后宮
- 吉澳碼頭
- 吉澳警崗
- 吉澳文化徑

## 區議會議席分佈
由於吉澳人口不足以成為一個區議會選區，所以往往跟鄰近的沙頭角、鹿頸等鄉村範圍劃為同一個選區。
| 年度/範圍  | 2000-2003 | 2004-2007 | 2008-2011 | 2012-2015 | 2016-2019 | 2020-2023 |
| ---------- | --------- | --------- | --------- | --------- | --------- | --------- |
| 整個荔枝窩 | 沙打選區  | 沙打選區  | 沙打選區  | 沙打選區  | 沙打選區  | 沙打選區  |

## 外部連結
- 吉澳同鄉會 （页面存档备份，存于）
- 吉澳的天后宮及姻緣樹在2009年3月的影像 （页面存档备份，存于）
- 吉澳地質教育中心 （页面存档备份，存于） 香港地質公園
- 吉澳文化徑 （页面存档备份，存于） 香港地質公園
- 「姨婆」向遊客傳承吉澳人文歷史 - 吉澳原居民李玉英 （页面存档备份，存于） 香港地質公園
- 蔡志祥：〈模作他者：以香港新界東北吉澳島的節日、儀式和族群為中心 （页面存档备份，存于）〉。
- 蔡兆浚：〈香港故事｜香港原來有個吉祥島 （页面存档备份，存于）〉巴士的報